# 香港斑叶兰
香港斑叶兰（学名：Goodyera youngsayei）为兰科斑叶兰属下的一个种。

## 扩展阅读
維基物種上的相關：香港斑叶兰